# Decreto contra o Comunismo
Decreto contra o comunismo foi uma designação popular de um documento da Igreja Católica, publicado pelo Santo Ofício no dia 1 de julho de 1949, durante o pontificado do Papa Pio XII. Este documento afirma a excomunhão automática ipso facto (ou latæ sententiæ) de todos os católicos que, em obstinação consciente, aderem ao ateísmo e ao materialismo associado ao comunismo e às doutrinas marxistas.
Além deste célebre documento de 1949, outros decretos contra o comunismo também foram publicados pelo Santo Ofício entre as décadas de 1940 e 1950.

## Os decretos
Em 15 de julho de 1948, L'Osservatore Romano publicou um decreto contra o comunismo do Santo Ofício, que excomungou os que propagavam "os ensinamentos materialistas e anti-cristãos do comunismo", que foi amplamente interpretado como uma excomunhão do Partido Comunista Italiano (em italiano: Partito Communista D'Italia), que, no entanto, não foi mencionado no decreto.
Em 1 de julho de 1949, o Santo Ofício publicou mais um decreto condenatório, aquele que passou a ser popularmente conhecido como o Decreto contra o comunismo. Neste documento, o Santo Ofício proibiu os católicos de favorecerem, votarem ou se filiarem em partidos comunistas; e de ler, publicar ou escrever qualquer material que defendesse o comunismo (citando o cânone 1399 do Código de Direito Canónico de 1917, actualmente revogado). Este decreto voltou também a confirmar a excomunhão automática ipso facto (ou latae sententiae) de todos os católicos que, em obstinação consciente, defendiam abertamente o comunismo, porque eram considerados apóstatas.
O texto completo do decreto de 1949, escrito em latim, pode ser livremente traduzido da seguinte maneira:
Foi perguntado à Suprema Sagrada Congregação:
1. Se é permitido aderir ao partido comunista ou favorecê-lo de alguma maneira?
2. Se é lícito publicar, divulgar ou ler livros, revistas, jornais ou tratados que sustentam a doutrina e a ação dos comunistas, ou escrever neles?
3. Se fiéis cristãos que consciente e livremente fizeram o que está em 1 e 2, podem ser admitidos aos sacramentos?
4. Se fiéis cristãos que professam a doutrina materialista e anticristã do comunismo, e sobretudo os que defendem ou propagam, incorrem pelo próprio facto, como apóstatas da fé católica, na excomunhão reservada de modo especial à Sé Apostólica?
Os Eminentíssimos e Reverendíssimos Padres, responsáveis pela protecção da fé e da moral, tiveram o voto dos Consultores, na reunião plenária de 28 de junho de 1949, e responderam decretando:
Quanto a 1.: Não; o comunismo é de facto materialista e anticristão; embora declarem às vezes em palavras que não atacam a religião, os comunistas demonstram de facto, quer pela doutrina, quer pelas acções, que são hostis a Deus, à verdadeira religião e à Igreja de Cristo.
Quanto a 2. Não, pois são proibidos pelo próprio direito (cf, Código de Direito Canônico, cân. 1399);
Quanto a 3.: Não, segundo os princípios ordinários determinando a recusa dos sacramentos àquele que não tem a disposição requerida.
Quanto a 4.: Sim.
No dia 30 do mesmo mês e ano, o Papa Pio XII, na audiência habitual ao assessor do Santo Ofício, aprovou a decisão dos Padres e ordenou a sua promulgação no comentário oficial da Acta Apostolicae Sedis. De Roma, dia 1 de Julho de 1949.
Nos anos seguintes, o Santo Ofício continuou a emitir condenações:
- Excomunhão do padre Jan Dechet, que foi nomeado bispo pelo governo comunista checoslovaco, a 18 de fevereiro de 1950.[4]
- Filiação a organizações da juventude comunista, a 28 de setembro de 1950[5]
- A usurpação de funções da Igreja pelo Estado, a 29 de junho de 1950[6]
- Ilegitimação de bispos ordenados pelo Estado, a 9 de abril de 1951[7]
- Publicações favorecendo o comunismo totalitário, a 28 de junho e 22 julho de 1955[8]

## Contexto histórico
Embora a Santa Sé tenha oficialmente se posicionado contra o marxismo e o comunismo, desde 1849 , aproximadamente um ano após a publicação do livro Das Kapital, antes da Segunda Guerra, publicou a Encíclica Papal Quadragesimo Anno, em 1931, e durante toda a segunda guerra buscou ações para reduzir o seu poder e expansão . Porém, no período pós-guerra, adotou uma postura mais severa ainda contra o comunismo para evitar que a Itália se tornasse comunista. Em 1948, no contexto das eleições gerais italianas, comunistas e socialistas coligaram-se contra a Democracia Cristã liderada por Alcide De Gasperi. Para evitar uma vitória comunista, Pio XII se empenhara naquela eleição e com ele toda a Igreja Católica para garantir a vitória da Democracia Cristã, que de facto aconteceu, e evitar que sucedesse na nascente democracia italiana o que vinha ocorrendo então, na denominada Cortina de Ferro, onde os comunistas suprimiram as liberdades individuais e perseguiram fortemente a Igreja.
Esta postura severa da Santa Sé entrava em continuidade com uma longa tradição de documentos pontifícios que condenavam o comunismo, tais como o Divini Redemptoris (1937), que foi uma forte crítica ao comunismo e suas variantes cristãs.
Por isso, no período pós-guerra, o Santo Ofício (actual Congregação para a Doutrina da Fé) voltou a emitir vários decretos contra o comunismo sobre as seguintes categorias:
- A defesa dos direitos da Igreja sobre a ordenação de bispos e atividades da Igreja e,
- A condenação de participação em partidos comunistas e organizações comunistas.

### Evolução, alterações e situação actual
Em 4 de abril de 1959, o Papa João XXIII autorizou a publicação do Dubium, um documento do Santo Ofício de 25 de março, que confirmava o decreto contra o Comunismo de 1949. Neste documento de 1959, reafirmou-se que não era permitido aos católicos darem o seu voto a partidos ou candidatos que sejam comunistas ou aliados dos comunistas. O texto do Dubium, escrito em latim, pode ser livremente traduzido da seguinte maneira:
Foi perguntado à Suprema Sagrada Congregação se é permitido aos cidadãos católicos ao elegerem os representante do povo, darem o seu voto a partidos ou a candidatos que, mesmo se não proclamam princípios contrários à doutrina católica e até reivindicam o nome de cristãos, apesar disto se unem de facto aos comunistas e os apoiam por sua acção.
Dia 25 de Março de 1959
Os Eminentíssimos e Reverendíssimos Padres, responsáveis pela protecção da fé e da moral, responderam decretando:
Não, segundo a directiva do decreto do S. Ofício de 1º de julho de 1949, n. 1 (A.A.S., vol. XLI, 1949, p. 334).
No dia 2 de abril do mesmo ano, o Papa João XXIII, na audiência ao Cardeal Pró-secretário do Santo Ofício, aprovou a decisão dos Padres e ordenou a sua publicação. De Roma, dia 4 de Abril de 1959.
Segundo fontes tradicionalistas, o decreto de 1949 teria sido confirmado mais uma vez pelo Papa João XXIII no dia 3 de janeiro de 1962, quando foi anunciado que Fidel Castro fora excomungado por liderar a revolução comunista em Cuba. A excomunhão de Fidel Castro, no entanto, ainda é motivo de controvérsias, havendo quem afirme (o que seria corroborado por relatos do secretário particular de João XXIII, o bispo Loris Capovilla) que ela de fato nunca existiu.
Em 1966, o Papa Paulo VI aboliu o Index Librorum Prohibitorum , bem como os cânones 1399 e 2318 do Código de Direito Canónico de 1917, que respectivamente proibia ipso iure certos livros e impunha penas aos infractores das leis de censura e de proibição de livros. Com isto, o ponto 2 do decreto de 1949 deixou de ter efeito. Mas, apesar da abrogação do cânon 1399 e da absolvição das penas impostas pelo cânon 2318 (também abrogado), o Santo Ofício relembrou o valor da eterna lei moral que proíbe absolutamente os católicos de pôr em perigo a fé e a moral.
Por fim, em 1983, o Código de Direito Canónico de 1917, no qual se baseou os decretos contra o comunismo, foi abrogado pelo novo Código de Direito Canónico, publicado pelo Papa João Paulo II em 1983. No cânon 6 do novo Código, está explicitado que, "com a entrada em vigor deste Código, são ab-rogados: o Código de Direito Canónico promulgado no ano de 1917; as outras leis, quer universais quer particulares, contrárias às prescrições deste Código, a não ser que acerca das particulares se determine outra coisa; quaisquer leis penais, quer universais quer particulares, dimanadas da Sé Apostólica, a não ser que sejam recebidas neste Código; as outras leis disciplinares universais respeitantes a matéria integralmente ordenada neste Código. Os cânones deste Código, na medida em que reproduzem o direito antigo, devem entender-se tendo em consideração também a tradição canónica."
Contudo, o novo Código reserva aos apóstatas da fé, aos hereges e aos cismáticos a pena da excomunhão latae sententiae (cânon 1364), de forma mais abrangente e geral do que no Código anterior. Tendo em atenção que o Catecismo da Igreja Católica (1992) afirma que a Igreja rejeita as ideologias totalitárias e ateias, associadas, nos tempos modernos, ao "comunismo" ou ao "socialismo", e por outro lado, recusa, na prática do "capitalismo", o individualismo e o primado absoluto da lei do mercado sobre o trabalho humano.
No Brasil o sacerdote católico e mestre em direito canónico Paulo Ricardo de Azevedo Júnior afirma que decretos não são datados ou restritos, sendo que os documentos têm validade até hoje. Mas ele diz: "Os comunistas já eram considerados apóstatas e estavam excomungados desde sempre. O decreto veio apenas confirmar e esclarecer o fato". Além disso ele sustenta que as alterações ao Código de Direito Canónico de 1983, serviriam apenas para renovar a linguagem do próprio Decreto de 1949.[carece de fontes?]

### Papa Francisco
Apesar de Papa Francisco ter se pronunciado publicamente contra o comunismo em 2015, já tinha sido rotulado como marxista após criticar o capitalismo e a ineficiência das políticas pró-mercado em sua primeira exortação apostólica (Evangelii Gaudium), no ano de 2013. Na ocasião, o Pontífice chegou a afirmar que a política pró-mercado é apenas uma opinião "que nunca foi confirmada pelos factos, exprime uma confiança vaga e ingénua na bondade daqueles que detêm o poder económico e nos mecanismos sacralizados do sistema económico reinante", e desde então várias características de seus discursos têm sido comparadas à retórica socialista. Em junho de 2014, o Papa respondeu que os comunistas é que se teriam apropriado da bandeira de defesa aos pobres, que está no centro do Evangelho cristão, declarando em tom descontraído que na verdade seriam os comunistas que apresentam similaridades com os princípios cristãos, e não o contrário.
Em entrevista recente na Bolívia, o Papa Francisco adotou novamente um discurso anticapitalista. O Papa pregou “mudança de estruturas” e disse que mesmo entre a elite econômica que se beneficia do sistema “muitos esperam uma mudança que os libere dessa tristeza individualista que os escraviza”. Além disso, propôs que a economia deveria trabalhar ao serviço dos povos, ao invés de ser um mecanismo para a acumulação de capital, defendendo que a verdadeira função da economia seria "a administração correta da casa comum". No mesmo encontro, o Papa Francisco foi presenteado pelo presidente boliviano Evo Morales com um crucifixo na forma da foice e martelo cruzados (um símbolo comunista) — tal crucifixo estilizado trata-se de uma reprodução da escultura do sacerdote jesuíta Luis Espinal, que tinha ligação com movimentos sociais bolivianos e foi assassinado por paramilitares em 1980. Na ocasião, o Santo Padre manifestou visível desconforto com a peça, a princípio hesitando em recebê-la, para logo após devolvê-la. Durante entrevista ao jornal italiano La Repubblica no dia 11 de novembro de 2016 o papa afirmou que “São os comunistas os que pensam como os cristãos. Cristo falou de uma sociedade onde os pobres, os frágeis e os excluídos sejam os que decidam”. Ao ser questionado se uma sociedade mais marxista era necessária, respondeu que “São os comunistas os que pensam como os cristãos. Cristo falou de uma sociedade onde os pobres, os frágeis e os excluídos sejam os que decidam. Não os demagogos, mas o povo, os pobres, os que têm fé em Deus ou não, mas são eles a quem temos que ajudar a obter a igualdade e a liberdade.”
Porém, as acções e atitudes do Papa Francisco devem ser vistas à luz dos ensinamentos da Doutrina Social da Igreja, que, para além de condenar o comunismo, também criticou vários aspectos desumanos e injustos do capitalismo. Aliás, como já foi anteriormente referido, o Catecismo da Igreja Católica (1992) afirma que a Igreja recusa, na prática do 'capitalismo", o individualismo e o primado absoluto da lei do mercado sobre o trabalho humano.
Francisco já havia expressado a mesma opinião em 2014, em uma entrevista ao jornal italiano Il Messaggero. “Eu só posso dizer que os comunistas têm roubado a nossa bandeira. A bandeira dos pobres é cristã. A pobreza está no centro do Evangelho, os pobres estão no centro do Evangelho”, disse o papa na ocasião, citando o capítulo 25 do Evangelho de Mateus, que retrata que o critério do julgamento divino será a ajuda ao necessitado. “Os comunistas dizem que tudo isso é comunismo. Sim, como não: vinte séculos depois!”, ironizou Francisco.